# Lena Gavelin
Lena Christina Gavelin, född 26 februari 1974 i Örnsköldsvik är en svensk friidrottare som tävlar som långdistanslöpare. Hon tävlade i början av sin karriär för klubben BIF Jamtrennarna men bytte inför säsongen 2003 till Trångsvikens IF.

## Personligt
Lena Gavelin är född och uppväxt i Mellansel utanför Örnsköldsvik. Hon flyttade som 16-åring hemifrån för att studera och träna vid skidgymnasiet i Järpen, då hon satsade på längdskidåkning. Efter fyra år i Järpen flyttade hon till Umeå för att studera idrottspedagogik vid Umeå universitet. Idag bor hon i Ås utanför Östersund i Jämtland.

## Meriter
Gavelin har vunnit 10 000 meter i Finnkampen, SM-guld på 10 000 meter, Lidingöloppet, AXA Fjällmaraton samt Tjejmilen. Hon vann Göteborgsvarvet 2002. Hon deltog i maratonloppet under friidrotts-VM 2003 i Paris där hon kom på sextonde plats och satte nytt svenskt rekord på distansen med tiden 2:30:39. Vid EM 2006 i Göteborg kom hon på tjugonde plats i maratonloppet, på tiden 2:39:36. Hon vann ultraloppet Swiss Alpine Marathon 2009. Hon deltog på maraton vid EM i Barcelona 2010 och kom där på en 30:e plats med tiden 2:53:13.
Lena Gavelin belönades 2007 med Stora grabbars och tjejers märke nummer 491.

## Personliga rekord
| Utomhus - 3 000 meter – 9:57,4 (Villmanstrand, Finland 22 juni 2003) - 5 000 meter – 16:32,61 (Villmanstrand, Finland 22 juni 2003) - 10 000 meter – 34:04,34 (Norrtälje 1 augusti 2003) - 10 km landsväg – 35:35 (Stockholm 26 augusti 2001) - Halvmaraton – 1:13:03 (Göteborg 25 maj 2002) - Halvmaraton – 1:14:15 (Göteborg 17 maj 2003) - Maraton – 2:30:39 (Paris, Frankrike 31 augusti 2003) |